# 一太郎翁とまと記念館
一太郎翁とまと記念館（いちたろうおうとまときねんかん）は、愛知県東海市荒尾町にある蟹江一太郎の記念館である。

## 概要
カゴメ株式会社の元社長で蟹江一太郎の孫である蟹江嘉信が私財を投じてカゴメ創業の地に建設した私設博物館で、2009年（平成21年）に開館。館の2階にはカゴメの創業者蟹江一太郎翁の記念展示が行われ、1階ではトマト料理を中心としたレストランが営業している。
2012年（平成24年）1月には館長を務めていた蟹江嘉信が逝去し、以後長女の竹内真澄が館長を務めていたが、2014年（平成26年）4月より記念館を相続した嘉信の子息から土地と建物を賃借した東海市が健康づくりに役立てる施設として活用をはじめた。同年11月には「とまと記念館」に名称を改め、市民の健康づくりを推進する「トマトde健康プロジェクト」における食の活動拠点となっている。
施設の管理・運営は株式会社オブリージュが行っていたが、現在は東海市から委託を受けた東海市食生活改善推進員と管理栄養士が中心に運営している。

## 沿革
- 2009年（平成21年）3月29日 - 開館。
- 2009年（平成21年）4月12日 - 一般営業開始。
- 2014年（平成26年）11月28日 - とまと記念館として開館。

## 施設
- 一太郎記念展示
- レストラン

## 利用案内
- 開館時間 : 11:00 - 14:00
- 休館日 : 日曜日 - 水曜日

## アクセス
- 伊勢湾岸道路東海ICから約5分。
- 名鉄常滑線「聚楽園駅」から徒歩約8分。